# Xiphidiopsis
Xiphidiopsis är ett släkte av insekter. Xiphidiopsis ingår i familjen vårtbitare.

## Dottertaxa tillXiphidiopsis, i alfabetisk ordning[1]
- Xiphidiopsis abbreviata
- Xiphidiopsis adelungi
- Xiphidiopsis aglaia
- Xiphidiopsis alatissima
- Xiphidiopsis altiterga
- Xiphidiopsis amnicola
- Xiphidiopsis anomala
- Xiphidiopsis autumnalis
- Xiphidiopsis bazyluki
- Xiphidiopsis beybienkoi
- Xiphidiopsis bifoliata
- Xiphidiopsis bifurcata
- Xiphidiopsis biprocera
- Xiphidiopsis bituberculata
- Xiphidiopsis bivittata
- Xiphidiopsis borneensis
- Xiphidiopsis chaseni
- Xiphidiopsis cheni
- Xiphidiopsis citrina
- Xiphidiopsis clavata
- Xiphidiopsis compacta
- Xiphidiopsis convexis
- Xiphidiopsis cyclolobia
- Xiphidiopsis denticuloides
- Xiphidiopsis dicera
- Xiphidiopsis dissita
- Xiphidiopsis distincta
- Xiphidiopsis divida
- Xiphidiopsis drepanophora
- Xiphidiopsis elaphocerca
- Xiphidiopsis elefan
- Xiphidiopsis elongata
- Xiphidiopsis excavata
- Xiphidiopsis exigua
- Xiphidiopsis fallax
- Xiphidiopsis fanjingshanensis
- Xiphidiopsis fischerwaldheimi
- Xiphidiopsis forcipa
- Xiphidiopsis forficula
- Xiphidiopsis furcicauda
- Xiphidiopsis gemmicula
- Xiphidiopsis gracilis
- Xiphidiopsis greeni
- Xiphidiopsis gurneyi
- Xiphidiopsis hebardi
- Xiphidiopsis hoabinh
- Xiphidiopsis hunanensis
- Xiphidiopsis hwangi
- Xiphidiopsis impressa
- Xiphidiopsis inflata
- Xiphidiopsis jacobsoni
- Xiphidiopsis jambi
- Xiphidiopsis jinxiuensis
- Xiphidiopsis kemneri
- Xiphidiopsis kinabaluana
- Xiphidiopsis kraussi
- Xiphidiopsis lata
- Xiphidiopsis latilamella
- Xiphidiopsis lita
- Xiphidiopsis madras
- Xiphidiopsis malabarica
- Xiphidiopsis microstyla
- Xiphidiopsis minutus
- Xiphidiopsis mjobergi
- Xiphidiopsis monstrosa
- Xiphidiopsis nebulosa
- Xiphidiopsis nepalensis
- Xiphidiopsis nigrovittata
- Xiphidiopsis ocellata
- Xiphidiopsis padangi
- Xiphidiopsis parallela
- Xiphidiopsis phetchaburi
- Xiphidiopsis phyllocercus
- Xiphidiopsis picta
- Xiphidiopsis platycerca
- Xiphidiopsis punctata
- Xiphidiopsis quadrinotata
- Xiphidiopsis redtenbacheri
- Xiphidiopsis sabahi
- Xiphidiopsis sarawaka
- Xiphidiopsis sjostedti
- Xiphidiopsis spinicauda
- Xiphidiopsis straminula
- Xiphidiopsis sulcata
- Xiphidiopsis sumatrensis
- Xiphidiopsis szechwanensis
- Xiphidiopsis tonicosa
- Xiphidiopsis trusmadi
- Xiphidiopsis vernalis
- Xiphidiopsis zhejiangensis